# Karsten Kroon
Karsten Kroon (født 29. januar 1976 i Dalen) er en hollandsk tidligere professionel cykelrytter, som kørte for henholdsvis Rabobank, Team CSC, BMC Racing Team samt Team Saxo Bank (andet navn for Team CSC). Blandt hans bedste resultater var sejr i første etape i Tour de France 2002 samt to sejre i Rund um den Henninger Turm (2004 og 2008).
I foråret 2018 indrømmede Kroon, at han i en kortere periode havde brugt doping; han ville dog ikke ind på de nærmere omstændigheder.